# Stenders Vroeg Op
Stenders Vroeg Op was een radioprogramma op Yorin FM. Het programma startte op maandag 14 juni 2004. En het werd elke doordeweekse ochtend uitgezonden tussen 6.00 en 9.30 uur en verzorgd door presentator Rob Stenders met Henkjan Smits, Fred Siebelink, Jeroen Kijk in de Vegte en Eric Dikeb als sidekicks. Ze speelden spelletjes zoals juniorenzang, de geslachtsquiz en de normen en waardenquiz met een imitatie van Jan Peter Balkenende. Graag geziene gasten waren stand-upcomedian Wilco Terwijn en cabaretier Marcel Verreck.
In 2006 is Stenders Vroeg Op komen te vervallen toen Yorin FM werd omgedoopt tot Caz!. Jeroen Kijk in de Vegte presenteerde sindsdien in zijn eentje het ochtendprogramma.
Het programma was feitelijk een voortzetting van Stenders Vroeg, dat werd uitgezonden vanaf maandag 17 april 2000 tot mei 2004 bij de VARA op 3FM, tussen 6.00 en 9.00 uur. Het spelletje seniorenzang werd ook al gespeeld bij Stenders Vroeg op 3FM. De VARA verbood alle onderdelen van het programma mee te nemen naar Yorin FM. Daarom werd de moeder van Eric Dikeb vervangen door de oudste dochter van Henkjan Smits en werd de titel veranderd in juniorenzang.